# Zack Snyder
Pour les articles homonymes, voir Snyder.
Zack Snyder, né le 1er mars 1966 à Green Bay dans le Wisconsin, est un réalisateur, scénariste et producteur américain.
Révélé au grand public avec son deuxième et troisième film 300 et Watchmen - Les Gardiens, il est principalement connu pour sa trilogie pour DC Comics qui réunit : Man of Steel, Batman vs Superman et Zack Snyder's Justice League.
Il a remporté deux prix lors de la 94e cérémonie des Oscars : celui du public pour son film Army of the Dead, et celui de la meilleure scène pour son Zack Snyder's Justice League via le vote de nombreux fans sur Twitter.
En 2023, il réalise la saga Rebel Moon - Partie 1: Enfant du feu.

## Biographie
Après une formation artistique à Londres et Pasadena, Zack Snyder se lance dans la publicité et se fait rapidement remarquer pour son style et son sens de la narration. Travaillant à la fois comme directeur de la photographie et réalisateur, il signe des spots pour les plus grandes marques (Audi, Jeep, Budweiser, Nike, Reebok, Subaru, etc.) et se voit récompensé à de nombreuses reprises, notamment par deux Clio Awards et un Lion d'Or au Festival publicitaire de Cannes.

### Carrière

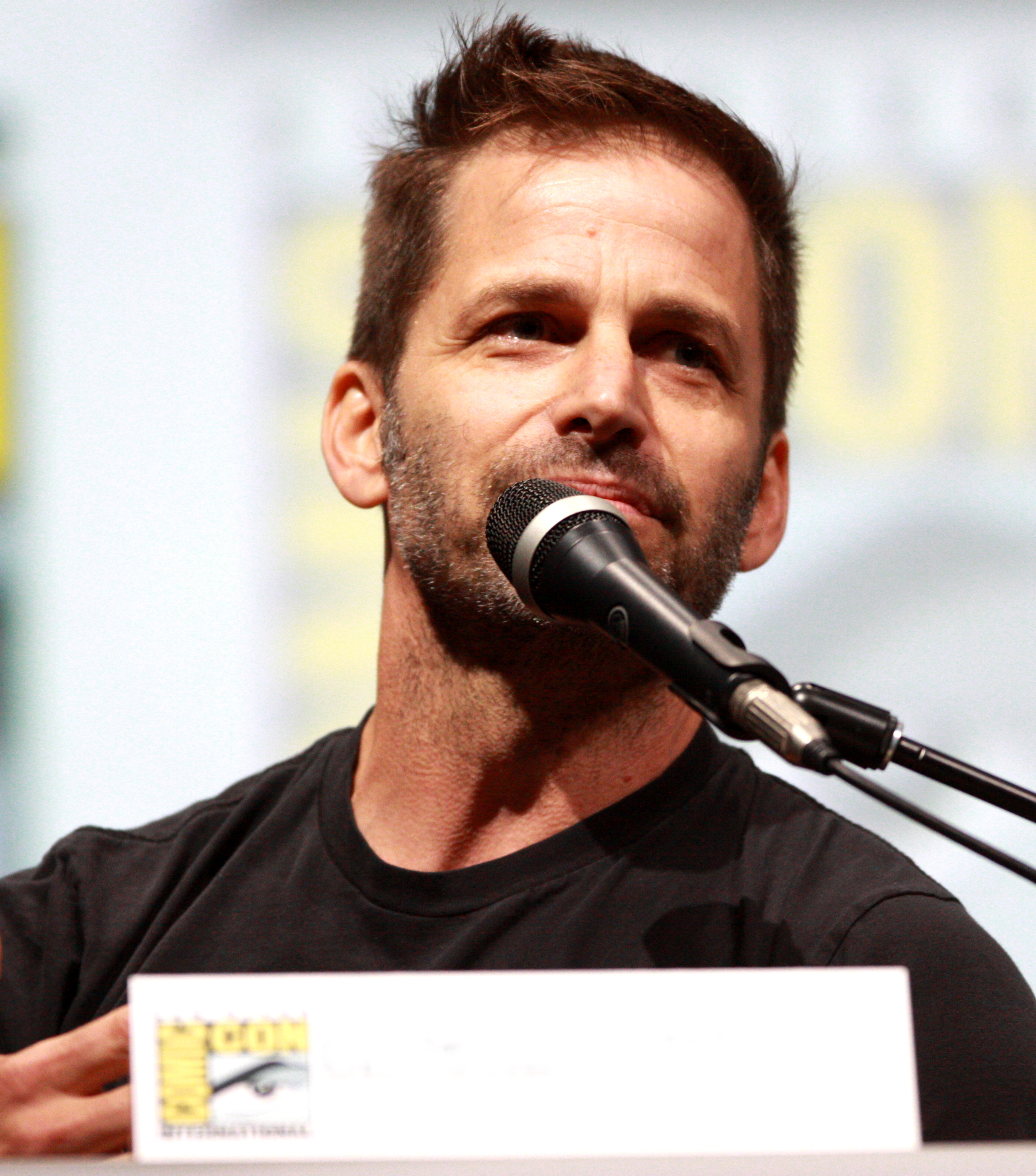
Au Comic-Con de San Diego en 2013, pour la promotion de Man of Steel.

Considéré comme l'un des plus grands talents de la pub britannique, il s'essaye au cinéma en 2004 avec L'Armée des morts, remake du Zombie de George A. Romero. Ce film, bien accueilli par la critique et les spectateurs, lui ouvre les portes d'Hollywood.
En 2004, il fonde la société de production Cruel and Unusual Films, renommée en 2019 The Stone Quarry.
En 2006, il écrit et réalise 300, un péplum nouvelle génération adapté du roman graphique du même nom de Frank Miller, qui revisite la bataille des Thermopyles en 480 av. J.-C.. Le film sera un grand succès.
En 2009, il réalise l'ambitieuse adaptation du comic Watchmen d'Alan Moore. Si le film Watchmen : Les Gardiens reçoit un accueil favorable, il obtient un demi-succès au box-office.
En 2010, il réalise son premier film d’animation Le Royaume de Ga'Hoole : La Légende des gardiens, inspiré de la série de livres pour enfants de Kathryn Lasky. Snyder explique que s’il a accepté le projet c’est pour pouvoir présenter un film non-violent à ses enfants. Mais le film rencontre un échec commercial, et des projets de suites sont annulés.
Le 4 octobre 2010, il annonce au site Deadline qu'il sera le réalisateur de la sixième adaptation et reboot de la franchise cinématographique Superman. Man of Steel est produit et écrit par les frères Nolan et leur équipe, déjà au travail sur Batman Begins et The Dark Knight. Le casting principal est composé de Henry Cavill, Amy Adams, Michael Shannon, Kevin Costner, Diane Lane et Russell Crowe. Le tournage s'est conclu en janvier 2012 à Vancouver au Canada. Man of Steel est sorti en juin 2013. Si l’accueil est mitigé, cela reste cependant un succès commercial, bien meilleur que Superman Returns.
Et avant Man of Steel, en 2011, il écrit et réalise Sucker Punch, un projet original qu'il rêvait de finaliser depuis des années. Le spectateur suit une jeune fille, surnommée "Babydoll" (Emily Browning), déterminée à s'évader d'un asile psychiatrique dans les années 1960. Le film est fortement influencé par la culture populaire, des mangas aux jeux vidéo en passant par la fantasy.
Il enchaîne avec la suite de Man of Steel, Batman v Superman : L'Aube de la Justice, dans laquelle apparaît un autre personnage phare de l'univers de DC Comics, Batman, et lançant une série de films constituant l'univers cinématographique DC dont il est un des principaux producteurs. Le film sort en mars 2016 et obtient le meilleur démarrage de tous les temps avec 424 millions de dollars en 6 jours.

### Implication sur le filmJustice League
Il réalise ensuite Justice League dont le tournage a lieu d'avril à octobre 2016. Il quitte le projet en pleine postproduction au printemps 2017 à la suite d'un drame familial. Il est alors remplacé par Joss Whedon, le réalisateur des deux premiers opus centrés sur les Avengers à la demande du studio Warner Bros. Whedon est alors chargé de superviser la direction de Justice League ainsi que la finalisation du montage. L'objectif étant de rendre le ton du film moins sombre et beaucoup plus léger contrairement à la version proposée par Zack Snyder.
À la suite de nombreuses réécritures, des reprises ont lieu avec l'ensemble du casting principal pendant l'été 2017. Le film, sorti en novembre de la même année, est un échec critique et commercial. En mai 2020, à la suite d'un fort mouvement de demandes des fans de DC Comics réunies derrière le #ReleaseTheSnyderCut, la version originale de Zack Snyder est annoncée comme ayant droit à un budget supplémentaire pour être finie telle qu'elle avait été pensée initialement puis diffusée sur la plateforme HBO Max en mars 2021. En octobre 2020, Snyder repart en tournage avec plusieurs acteurs du film afin de filmer deux scènes additionnelles. Avec une durée de 4h sous le format 4:3, le film sort le 18 mars 2021,. Le film reçoit de nombreuses critiques élogieuses de la presse et des spectateurs,.
En France, le film bat des records et dépasse les 100 000 achats en version digitale en une semaine,. Aux Etats Unis, le film est vu par 1 800 000 d'américains pendant le premier week-end d'exploitation, battant au passage la série Marvel Falcon et le Soldat de l'Hiver sur le service de streaming Disney+.
Deux mois après sa sortie sur la plateforme HBO MAX, le film dépasse les 250 000 000 de vues en Chine.
En juillet 2021, le réalisateur Quentin Tarantino salue la dévotion des fans de Snyder : « Je ne l'ai jamais vu quand il était au cinéma, mais je serais plutôt curieux de voir ces 4 h, vous savez, sa version originale à ce sujet. Non, en fait, je pensais que c'était vraiment sensationnel. Et en fait, je pensais que les fans étaient vraiment sensationnels, le fait qu'ils continuaient à persister là-dessus, et tout. »

### Army Of The Deadsur Netflix
Il réalise ensuite un nouveau film de zombie, Army of the Dead, sorti en mai 2021 sur la plateforme de streaming Netflix. En quelques semaines d'exploitations, le long-métrage d'horreur devient l'un des plus gros succès de Netflix. Le film est visionné par 72 000 000 de foyers et devient le n°1 dans le monde.
Le film reçoit des critiques plutôt positives de la presse et des critiques mitigées et négatives venant du public.
Une saga autour des zombies devait voir le jour sur Netflix après la sortie d'Army Of The Dead. Dans les plans originaux, elle devait se poursuivre avec la série animée spin-off Army of the Dead: Lost Vegas qui devait raconter l'origine des personnages principaux mais elle fut officiellement abandonnée.

### Rebel Moonsur Netflix
Toujours sur la plateforme de streaming Netflix, Snyder présente son prochain film intitulé Rebel Moon. Avant même sa sortie, le réalisateur évoque l'idée d'une franchise : « Mon espoir est que cela devienne également une franchise massive et un univers qu'on pourrait construire. » En février 2022, il est révélé que son film sera constitué de deux parties, tournées simultanément.
Le réalisateur affirme s'être ouvertement inspiré de Star Wars et des films d'Akira Kurosawa dont Les Sept Samourais. Pour élargir les audiences, Netflix demande au réalisateur de créer plusieurs montages des deux parties : une version censurée PG-13 (déconseillée aux moins de 13 ans) pour le grand public ainsi qu'une version director's cut classée R-Restricted (les moins de 17 ans doivent être accompagnés),.
La version censurée du premier chapitre Rebel Moon - Partie 1 : Enfant du feu sort le 22 décembre 2023 sur Netflix. Le film devient n°1 sur Netflix et attire une audience massive avec un total de 23,9 millions de vues en trois jours seulement après sa mise en ligne. En une semaine, il se propulse à la première place du Top 10 Global du service de SVOD avec plus de 54 100 000 heures visionnées.
Le film reçoit plusieurs critiques négatives de la presse ainsi que des critiques mitigées du public. En 2024, il est annoncé que la director's cut avec 1 h supplémentaire de film sortira sur Netflix.
Zack Snyder prend la parole sur le nouveau montage : « Il ne s'agit pas d'une version longue de Rebel Moon, c'est un film très différent. C'est presque un univers différent dans lequel vit ce film. Toutes mes Director's Cuts sont une réponse aux exigences que l'on m'a imposées pour la version cinéma, n'est-ce pas ? Pour Rebel Moon, cette demande n'a jamais été formulée. Nous savions qu'il s'agirait d'un film pensé pour un public à partir de 13 ans. Au fond de moi, j'ai toujours voulu qu'il soit classée R, mais quand on prend conscience de l'ampleur et du coût d'un film, on se dit que ce n'est pas très responsable d'avoir cette exigence. »
La version censurée du second chapitre Rebel Moon - Partie 2 : L'Entailleuse est attendue sur la plateforme de streaming Netflix le 19 avril 2024.

### Style cinématographique
Snyder utilise souvent le ralenti, en particulier la technique de montée en vitesse, à l'intérieur et à l'extérieur des scènes de combat dans ses films, à la différence des autres réalisateurs qui réalisent plusieurs coupes et gros plans pendant un combat. Un plan d'une minute du film 300 montre le roi Léonidas massacrant ses ennemis, la caméra effectuant un zoom avant et arrière pour souligner chaque meurtre et chaque mouvement effectué par Léonidas.
Zack Snyder a déclaré : « Il y a d'autres films de super-héros dans lesquels ils plaisantent sur le fait que personne n'est blessé. Ce n'est pas nous. Quel est ce message ? De différentes manières aussi. Il y a eu une scène, cette scène où Dan et Laurie se font agresser. Ils ont battu les criminels. J'étais comme le premier gars, je veux montrer que son bras s'est cassé. Je veux une fracture ouverte. Je ne veux pas que ce soit propre. Je veux que tu dises : "Oh mon Dieu, je suppose que tu as raison. Si tu frappes un gars dans une ruelle, il ne va pas rester allongé par terre. Ça va être compliqué.
La production Netflix Army of the Dead était un projet spécial pour Snyder car il était son propre directeur de la photographie, et il s'agissait également de son premier film tourné en numérique.

### Réception critique
Snyder a été décrit comme l'un des réalisateurs les plus polarisants du cinéma moderne,. David Ehrlich d'IndieWire a écrit que « le nom de Snyder à lui seul suffit à lancer mille tweets de colère, et les écrits les plus passionnés sur son travail se trouvent exclusivement dans les sections de commentaires de sites Web comme celui-ci. Les critiques de Snyder semblent vraiment le détester, et ceux de Snyder les fans semblent vraiment détester ses critiques... Snyder est-il un maître ou un hacker ? Un créateur de mythes incompris, ou un idiot avec une caméra de cinéma ? »
Le critique de cinéma Armond White a classé Snyder comme l'un des quatre meilleurs cinéastes des années 2010.
Le réalisateur James Cameron fait l'éloge de Zack Snyder : « J’ai étudié les grands maîtres, David Lean, Hitchcock, Kubrick… Des metteurs en scène qui continuent de m’inspirer ? Ridley Scott. Je vais voir tous ses films, même ceux qui se plantent. Pour moi ils sont excellents, grâce à sa méthode de travail, son regard, sa façon de placer la caméra. Je vais à l’école tous les jours. Chaque bon film est un apprentissage, tout cinéaste le sait. Aujourd’hui ce sont des réalisateurs installés, mais lorsqu’ils sont arrivés sur scène, j’ai été impressionné. Je parle de Zack Snyder, Robert Rodriguez, ces gars qui créaient leur propre langage cinématographique. Je peux être impressionné demain par un type dont je ne connais pas encore le nom,. »
La réalisatrice Chloé Zhao évoque Snyder comme inspiration pour le film Eternals : « De toutes les interprétations modernes de Superman, c’est celle de Zack Snyder avec Man Of Steel qui m’a le plus inspiré car il a abordé ce mythe de manière authentique et bien réelle,. »
De son côté, Christopher Nolan considère : « qu'il n’y a aucun film de super-héros et de SF aujourd’hui dans lequel je ne vois pas l’influence de Zack. Lorsque vous regardez un film de Zack Snyder, vous voyez et ressentez son amour pour le potentiel du cinéma. Le potentiel d'être fantastique, d'être exalté dans sa réalité, mais de vous émouvoir et de vous exciter,. »

### Vie privée
Zack Snyder vit à Pasadena avec sa seconde épouse, Deborah Snyder, productrice des films de son mari. Le couple s'est rencontré en 1996 et s'est marié le 25 septembre 2004 à Manhattan, New York,.
Snyder a huit enfants. Il a eu quatre enfants avec son ex-femme Denise Weber, deux avec Kirsten Elin qui produisait les publicités qu'il réalisait à l'époque. Avec Deborah, il a adopté deux enfants pendant la production de Man of Steel.
Il est fan d'illustration et de peinture et désigne le dessinateur Frank Franzetta, l'auteur Moebius et le peintre Jacques-Louis David comme inspirations majeures. Il cite Excalibur de John Boorman, Star Wars : Un Nouvel Espoir de George Lucas, Blue Velvet de David Lynch et Que le spectacle commence de Bob Fosse parmi ses films favoris.
Le 12 mars 2017,, Autumn, la fille de Snyder née de son premier mariage, s'est suicidée. Snyder décide de garder un temps l'annonce privée et s'enferme dans le travail avant d'abandonner la post-production du film Justice League en mai 2017 pour rester avec sa famille.

### Philanthropie
Après le suicide de sa fille, Snyder s'est impliqué dans des activités philanthropiques visant à prévenir le suicide et à sensibiliser à la santé mentale. Snyder a promu cet effort sur les réseaux sociaux en vendant des vêtements et des marchandises liés au film Zack Snyder's Justice League. En mai 2021, il a été révélé que cet effort avait permis de récolter plus de 750 000 $ en dons caritatifs à la Fondation américaine pour la prévention du suicide. Dans un autre effort pour aider à la prévention du suicide, Snyder a inclus un panneau d'affichage pour la Fondation américaine pour la prévention du suicide avec le message "Vous n'êtes pas seul" dans une scène du film Zack Snyder's Justice League.
Le film présente d'autres hommages à sa défunte fille,. Snyder a réalisé 2 messages d'intérêt public pour la Leukemia & Lymphoma Society en 2018. En 2021, Snyder s'est associé à Save the Children, une organisation mondiale de défense des droits de l'enfant, pour construire un hôpital temporaire de 100 lits à Delhi afin de contribuer à lutter contre la pandémie de COVID-19 en Inde.

## Filmographie
Sauf indication contraire, les informations mentionnées dans cette section peuvent être confirmées par la base de données cinématographiques IMDb,  présente dans la section « Liens externes ».

### Réalisateur

#### Cinéma
- 2004 : L'Armée des morts (Dawn of the Dead)
- 2006 : 300
- 2009 : Watchmen : Les Gardiens (Watchmen)
- 2010 : Le Royaume de Ga'Hoole : La Légende des gardiens (Legend of the Guardians: The Owls of Ga'Hoole)
- 2011 : Sucker Punch
- 2013 : Man of Steel
- 2016 : Batman v Superman : L'Aube de la justice (Batman v Superman: Dawn of Justice)
- 2017 : Justice League[note 1] - (version de Whedon)
- 2021 : Zack Snyder's Justice League - (version director's cut)
- 2021 : Army of the Dead
- 2023 : Rebel Moon - Partie 1 : Enfant du feu (Rebel Moon: Part One – A Child of Fire)
- 2024 : Rebel Moon - Partie 2 : L'Entailleuse (Rebel Moon: Part Two – The Scargiver)

#### Télévision
- 2022 : Army of the Dead: Lost Vegas (annulé par Netflix)
- 2024 : Twilight of the Gods (série d'animation diffusée sur Netflix)

#### Courts-métrages
- 1990 : Michael Jordan's Playground
- 2004 : The Lost Tape: Andy's Terrifying Last Days Revealed
- 2013 : Superman 75th Anniversary
- 2017 : Snow Steam Iron[56]

#### Clips vidéo
- 1989 : Love Is a Crime - Lizzy Borden
- 1992 : You're So Close - Peter Murphy
- 1992 : Tomorrow - Morrissey
- 1992 : Somebody to Shove - Soul Asylum
- 1993 : Black Gold - Soul Asylum
- 1993 : In the Middle - Alexander O'Neal
- 1994 : World of Swirl - ZZ Top
- 1994 : I Know - Dionne Farris
- 1995 : Leave Virginia Alone - Rod Stewart
- 2009 : Desolation Row - My Chemical Romance

### Scénariste
- 2007 : 300 de lui-même
- 2009 : Les Contes du Vaisseau Noir (Tales of the Black Freighter) de Daniel DelPurgatorio et Mike Smith (court-métrage)
- 2011 : Sucker Punch de lui-même
- 2014 : 300 : La Naissance d'un empire (300: Rise of an Empire) de Noam Murro
- 2017 : Snow Steam Iron (court-métrage)
- 2021 : Army of the Dead de lui-même
- 2023 : Rebel Moon - Partie 1 : Enfant du feu (Rebel Moon: Part One – A Child of Fire) de lui-même
- 2024 : Rebel Moon - Partie 2 : L'Entailleuse (Rebel Moon: Part Two – The Scargiver) de lui-même

Histoire uniquement
- 2013 : Superman 75th Anniversary (court-métrage)
- 2017 : Wonder Woman de Patty Jenkins
- 2017 : Justice League de lui-même - (version de Whedon)
- 2021 : Zack Snyder's Justice League de lui-même - (version director's cut)
- 2021 : Army of Thieves de Matthias Schweighöfer

### Producteur / producteur délégué
Cinéma
- 2009 : Les Contes du Vaisseau Noir (Tales of the Black Freighter) de Daniel DelPurgatorio et Mike Smith (court-métrage)
- 2009 : Sous le masque (Under the Hood) d'Eric Matthies (court-métrage)
- 2011 : Sucker Punch de lui-même
- 2013 : 300 : La Naissance d'un empire (300: Rise of an Empire) de Noam Murro
- 2016 : Suicide Squad de David Ayer (également réalisateur de la scène avec Flash pendant le tournage de Justice League)
- 2017 : Wonder Woman de Patty Jenkins
- 2017 : Snow Steam Iron (court-métrage)
- 2018 : Aquaman de James Wan
- 2020 : Wonder Woman 1984 de Patty Jenkins
- 2021 : Army of the Dead de lui-même
- 2021 : The Suicide Squad de James Gunn
- 2021 : Army of Thieves de Matthias Schweighöfer

Télévision
- 2022 : Army of the Dead: Lost Vegas (série d'animation annulé par Netflix)
- 2024 : Twilight of the Gods (série d'animation diffusée sur Netflix)

### Caméo
- 2004 : L'Armée des morts (Dawn of the Dead) : Commando au Capitole
- 2009 : Watchmen : Les Gardiens : un commando au Vietnam
- 2016 : Batman v Superman : L'Aube de la justice : une main qui tient le portable de Bruce Wayne pendant qu'il vole des informations à Anatoly Knyazev
- 2017 : Wonder Woman de Patty Jenkins : un soldat britannique dans le village libéré
- 2021 : Zack Snyder's Justice League : un homme au café derrière Lois Lane[57]
- 2022 : Teen Titans GO! : saison 7 épisode 52 : « 365! » : lui même (voix)

## Box-office
| Films                                           | Budget          | Recettes mondiales |
| ----------------------------------------------- | --------------- | ------------------ |
| L'Armée des morts (2004)                        | 26 000 000 $    | 103 452 110 $      |
| 300 (2007)                                      | 65 000 000 $    | 456 082 343 $      |
| Watchmen : Les Gardiens (2009)                  | 130 000 000 $   | 186 912 665 $      |
| Le Royaume de Ga'hoole (2010)                   | 80 000 000 $    | 140 073 390 $      |
| Sucker Punch (2011)                             | 82 000 000 $    | 89 792 502 $       |
| Man of Steel (2013)                             | 225 000 000 $   | 670 145 518 $      |
| Batman v Superman : L'Aube de la justice (2016) | 250 000 000 $   | 874 362 803 $      |
| Justice League (2017)                           | 300 000 000 $   | 661 326 987 $      |
| Totaux                                          | 1 158 000 000 $ | 3 182 148 318 $    |

## Collaborateurs récurrents
| Acteurs             | L'Armée des morts (2004) | 300 (2007) | Watchmen (2009) | Le Royaume de Ga'hoole (2010) | Sucker Punch (2011) | Man of Steel (2013) | Batman v Superman : L'Aube de la justice (2016) | Zack Snyder's Justice League (2021) |
| ------------------- | ------------------------ | ---------- | --------------- | ----------------------------- | ------------------- | ------------------- | ----------------------------------------------- | ----------------------------------- |
| Henry Cavill        |                          |            |                 |                               |                     |                     |                                                 |                                     |
| Amy Adams           |                          |            |                 |                               |                     |                     |                                                 |                                     |
| Laurence Fishburne  |                          |            |                 |                               |                     |                     |                                                 |                                     |
| Diane Lane          |                          |            |                 |                               |                     |                     |                                                 |                                     |
| Richard Cetrone     |                          |            |                 |                               |                     |                     |                                                 |                                     |
| Abbie Cornish       |                          |            |                 |                               |                     |                     |                                                 |                                     |
| Matt Frewer         |                          |            |                 |                               |                     |                     |                                                 |                                     |
| Carla Gugino        |                          |            |                 |                               |                     |                     |                                                 |                                     |
| Alessandro Juliani  |                          |            |                 |                               |                     |                     |                                                 |                                     |
| Michael Kelly       |                          |            |                 |                               |                     |                     |                                                 |                                     |
| Stephen McHattie    |                          |            |                 |                               |                     |                     |                                                 |                                     |
| Patrick Sabongui    |                          |            |                 |                               |                     |                     |                                                 |                                     |
| Eli Snyder          |                          |            |                 |                               |                     |                     |                                                 |                                     |
| David Wenham        |                          |            |                 |                               |                     |                     |                                                 |                                     |
| Jeffrey Dean Morgan |                          |            |                 |                               |                     |                     |                                                 |                                     |
| Patrick Wilson      |                          |            |                 |                               |                     |                     |                                                 |                                     |
| Kevin Costner       |                          |            |                 |                               |                     |                     |                                                 |                                     |
| Harry Lennix        |                          |            |                 |                               |                     |                     |                                                 |                                     |
| Christina Wren      |                          |            |                 |                               |                     |                     |                                                 |                                     |
| Jeremy Irons        |                          |            |                 |                               |                     |                     |                                                 |                                     |
| Ben Affleck         |                          |            |                 |                               |                     |                     |                                                 |                                     |
| Michael Shannon     |                          |            |                 |                               |                     |                     |                                                 |                                     |

Autres
- Deborah Snyder sa femme, a participé aux productions de la plupart de ses films : 300, Watchmen, Le royaume de Ga'Hoole - La légende des gardiens, Man of Steel et Batman v Superman : L'Aube de la justice.
- Christopher Nolan a produit Man of steel et Batman v Superman : L'Aube de la justice et a écrit le scénario de Man of steel avec David S. Goyer qui a aussi participé à l'écriture de Batman v Superman : L'Aube de la justice.

## Distinctions

### Récompenses
- 2007 : 
  - Festival du film de Hollywood : Film de l'année pour 300
  - Festival du film de Hollywood : Hollywood Movie of the Year pour 300
- 2008 : 
  - Saturn Awards : meilleure réalisation pour 300
  - Academy of Science Fiction, Fantasy & Horror Films, USA : meilleur réalisateur pour 300
- 2009 : ShoWest Convention USA : Réalisateur de l'année
- 2022 :
  - Oscar du public pour Army of the Dead
  - Oscar de la meilleure scène pour Zack Snyder's Justice League

### Nominations
- 2007 : Golden Schmoes Awards : meilleur réalisateur pour 300
- 2008 : 
  - Saturn Awards : meilleur scénario pour 300
  - Academy of Science Fiction, Fantasy & Horror Films, USA : meilleur scénario pour 300
- 2010 : 
  - Academy of Science Fiction, Fantasy & Horror Films, USA : meilleur réalisateur pour Watchmen : Les Gardiens
  - SFX Awards, UK : meilleur réalisateur pour Watchmen : Les Gardiens
  - St. Louis Film Critics Association, US : Best Animated Feature Film pour Legend of the Guardians: The Owls of Ga'Hoole
- 2013 : Hollywood Film Awards : Hollywood Movie Award pour Man of Steel
- 2014 : Jupiter Award : meilleur film international pour Man of Steel